# Trofeo Laigueglia
De Trofeo Laigueglia is een eendaagse wielerwedstrijd in Italië, gereden rond de plaats Laigueglia aan de Ligurische kust. De wedstrijd, meestal de opening van het Italiaanse wielerseizoen, wordt begin februari verreden en bestaat sinds 1964. Sinds 2005 maakt de Trofeo Laigueglia deel uit van de continentale circuits van de UCI (categorie 1.1). In 2015 werd de wedstrijd opgewaardeerd naar 1.HC. In 2020 werd de koers opgenomen op de UCI ProSeries-kalender.
In 2024 ging de zege voor de derde keer naar een Franse renner.

## Lijst van winnaars

### Meervoudige winnaars
| Overwinningen | Renner            | Land       | Jaren            |
| ------------- | ----------------- | ---------- | ---------------- |
| 3             | Filippo Pozzato   | Italië     | 2003, 2004, 2013 |
| 2             | Michele Dancelli  | Italië     | 1968, 1970       |
| 2             | Eddy Merckx       | België     | 1973, 1974       |
| 2             | Franco Bitossi    | Italië     | 1967, 1976       |
| 2             | Pierino Gavazzi   | Italië     | 1979, 1989       |
| 2             | Rolf Sørensen     | Denemarken | 1990, 1994       |
| 2             | Francesco Ginanni | Italië     | 2009, 2010       |

### Overwinningen per land
| Overwinningen | Land                                                      |
| ------------- | --------------------------------------------------------- |
| 38            | Italië                                                    |
| 7             | België                                                    |
| 3             | Frankrijk                                                 |
| 2             | Denemarken, Nederland, Verenigde Staten, Zwitserland      |
| 1             | Colombia, Luxemburg, Noorwegen, Rusland, Slovenië, Spanje |

1964 · 1965 · 1966 · 1967 · 1968 · 1969 · 1970 · 1971 · 1972 · 1973 · 1974 · 1975 · 1976 · 1977 · 1978 · 1979 · 1980 · 1981 · 1982 · 1983 · 1984 · 1985 · 1986 · 1987 · 1988 · 1989 · 1990 · 1991 · 1992 · 1993 · 1994 · 1995 · 1996 · 1997 · 1998 · 1999 · 2000 · 2001 · 2002 · 2003 · 2004 · 2005 · 2006 · 2007 · 2008 · 2009 · 2010 · 2011 · 2012 · 2013 · 2014 · 2015 · 2016 · 2017 · 2018 · 2019 · 2020 · 2021 · 2022 · 2023 · 2024 · 2025
2005 · 
2006 · 
2007 · 
2008 · 
2009 · 
2010 · 
2011 · 
2012 · 
2013 · 
2014 · 
2015 · 
2016 · 
2017 ·
2018 ·
2019 ·
2020 ·
2021 ·
2022 ·
2023 ·
2024 ·
2025
Belangrijkste etappewedstrijden

Internationaal Wegcriterium · Driedaagse Brugge-De Panne · Ronde van de Alpen · Vierdaagse van Duinkerke · Ronde van Beieren · Ronde van Noorwegen · Ronde van België · Ronde van Luxemburg · Ronde van Oostenrijk · Ronde van Wallonië · Ronde van Burgos · Ronde van Denemarken · Arctic Race of Norway · Ronde van Groot-Brittannië
Belangrijkste eendaagse wedstrijden

Trofeo Laigueglia · GP Lugano · GP Nobili Rubinetterie · Dwars door Vlaanderen · Scheldeprijs · Brabantse Pijl · GP Kanton Aargau · Brussels Cycling Classic · GP Fourmies · Primus Classic Impanis-Van Petegem · Ronde van de Drie Valleien · Milaan-Turijn · Ronde van Piemonte · Ronde van het Münsterland · Ronde van Emilia · Parijs-Tours · GP Bruno Beghelli